# Liten fingerborgsblomma
Liten fingerborgsblomma (Digitalis lutea) är en växtart.
På EU-nivå pågår - enl. G-P 2 juli 2016 - sedan många år ett arbete för att kartlägga invasiva arter, som på sikt kan hota den biologiska mångfalden genom att ta över och kväva andra arter i naturen. Svenska Naturvårdsverket har därför upprättat en så kallad ”svart lista” över arter som är mindre önskvärda på grund av sitt intensiva växtsätt och som kan behöva bekämpas, eller till och med utrotas helt, eftersom de annars hotar att ta över naturområden och därmed hota mångfalden.
Där kan man också läsa att liten fingerborgsblomma finns med på Naturvårdsverkets svarta lista tillsammans med t.ex. parkslide, jättebjörnloka och jättebalsamin.